# 長州藩下関前田台場跡

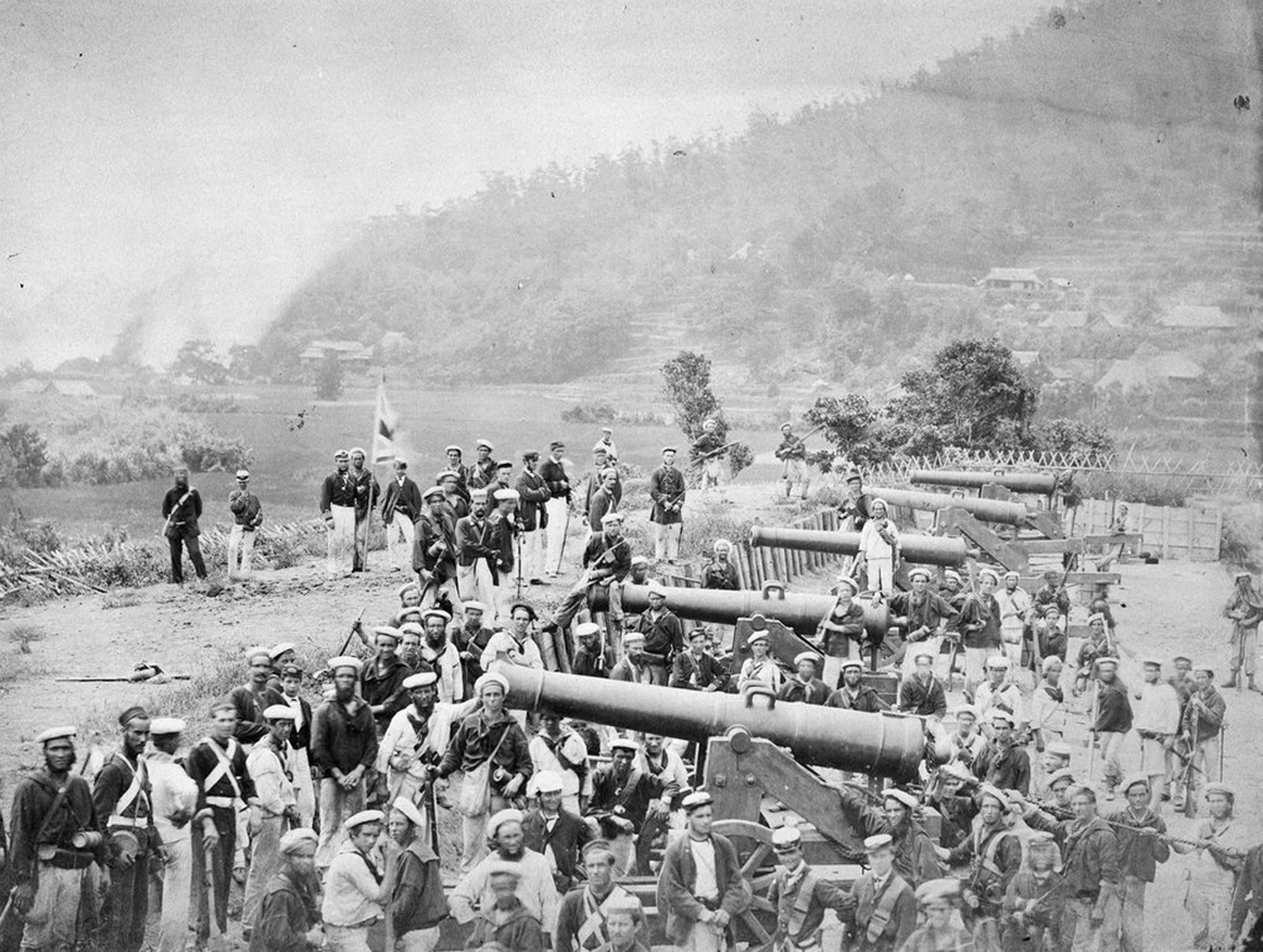
下関戦争で外国軍に占領された長州藩前田台場（フェリーチェ・ベアト撮影）

長州藩下関前田台場跡（ちょうしゅうはんしものせきまえだだいばあと）は、山口県下関市前田にある幕末の台場跡。2010年8月5日、国の史跡に指定された。

## 時代背景と下関戦争
前田台場は、攘夷論の高まった幕末に長州藩が関門海峡沿いに築造した砲台の一つで、幕末の1863年から1864年にかけて発生した下関戦争の舞台となった。
文久3年（1863年）3月、江戸幕府14代将軍徳川家茂は上洛し、孝明天皇に拝謁した（孝明天皇の異母妹である和宮が家茂に嫁しているため、家茂から見て孝明天皇は義兄にあたる）。将軍の上洛は3代家光以来約230年ぶりのことであった。家茂の上洛は表向きは公武合体の推進のためであったが、朝廷側のねらいは幕府に攘夷の実行を迫ることにあった。同年4月20日、将軍後見役の徳川慶喜は攘夷実行の期日を5月10日とすることを天皇に上奏した。幕府側の想定していた攘夷実行とは、港の封鎖等のことであり、必ずしも外国船を武力で排撃するようなことではなかった。攘夷期日とされた5月10日までには20日間の猶予しかなく、長州以外の諸藩では攘夷実行の布告を無視したが、強硬な攘夷論を主張していた長州藩では、5月10日以降、関門海峡を通過する外国船への砲撃を開始した。
文久3年5月10日（1863年6月25日）、長州藩はアメリカの商船ペンブローク号を砲撃。同船は退却した。5月23日（同年7月8日）にはフランスの通報艦キャンシャン号を砲撃。5月26日（同年7月11日）には長年日本の友好国であったオランダの外交代表ポルスブルックが乗ったメデューサ号を砲撃した。ペンブローク号砲撃のニュースを知ったアメリカは幕府に抗議し、報復のためワイオミング号を下関へ向かわせた。6月1日（同年7月16日）、同船は長州藩の軍艦壬戌丸と庚申丸を撃沈し、癸亥丸を大破させた。フランスも報復のためセミラミス号とタンクレード号を派遣。6月5日（同年7月20日）に前田台場を砲撃のうえ、上陸し、周囲の民家を焼き払った。
米仏の報復攻撃を受けた長州藩は、高杉晋作に下関の防衛をまかせ、高杉は志願兵による奇兵隊を結成する。長州藩は前田砲台を修復するなどして、さらなる攘夷実行に向けて体制を整えた。翌元治元年（1864年）、駐日イギリス公使オールコックは、日本の開国の障害となっている長州を武力攻撃することを決意。フランス、オランダ、アメリカもこれに同調した。元治元年6月19日（1864年7月22日）、英仏蘭米の4か国の代表は幕府に対し、20日以内に長州藩による海峡封鎖が解かれなければ武力攻撃を行う旨を通告することを決めたが、長州藩は海峡封鎖解除に応じなかった。8月5日（同年9月5日）、イギリスのキューパー中将を中心とする四国連合艦隊17隻（イギリス9隻、フランス3隻、オランダ4隻、アメリカ1隻）は、下関を攻撃。砲台は破壊され、長州藩は惨敗した。8月8日（同年9月8日）、連合艦隊の旗艦ユーライアラス号の艦上で講和談判が行われ、長州側からは高杉が使節として交渉に臨んだ。その結果、賠償金300万ドルの支払いなどを条件として講和が成立した。以上の一連の経過を下関戦争という。また、1863年の事件を下関事件、1864年の事件を四国艦隊下関砲撃事件と区別して呼ぶ場合もある。

## 遺構・遺物

### 遺構
前田台場は、長州藩が築いた十数か所の砲台の一つで、茶臼山の南西麓、関門海峡に面する位置にある。この場所にはかつて長府毛利家の御茶屋があり、古くは奈良時代の古瓦も出土している。台場は南西側の低台場と北東側の高台場の2か所に分かれる。標高は前者が10メートル、後者が16メートルほどである。低台場は、1863年の長州藩による外国船砲撃のときにはすでに存在していたが、フランス軍の報復攻撃により破壊された。高台場はその時点ではまだ存在していなかった（当時フランス軍が作成した図面には低台場のみが描かれている）。翌1864年の四国連合艦隊による攻撃に備え、低台場を修復し、高台場を急遽築造したものである。
1999年から2002年にかけて山口県教育委員会が実施した発掘調査によって、低台場・高台場の遺構が確認されている。低台場では地山を削って平坦面を造り出しており、大砲設置用の平坦面と、その背後に一段低く造成された平坦面、排水溝などが検出された。大砲設置平坦面は、南北の幅が6メートルほど。その背後に一段低く直線状に掘り込まれた平坦面は作業用ヤードと思われ、大砲設置平坦面との段差は50センチほど、東西の長さは35メートル以上にわたって検出されている。背後平坦面には下関戦争時に砲台が焼き払われたときの名残りである焼土がみられる。
下関戦争時にイギリス軍が作成した前田台場の図面は、遺構の現状と一致する部分が多い。イギリス軍の図面によると、低台場は西寄りに5門、東寄りに1門の大砲を設置していた。砲台の規模は幅約80メートル、奥行約30メートルである。大砲設置平坦面の一部と、その前方に築かれていた土塁は、遺跡前面の道路建設によって削られ、原形をとどめていない。なお、四国連合艦隊による占領時に従軍写真家ベアトが撮影した低台場の写真は多くの歴史教科書に掲載されている。
高台場では大砲設置平坦面と土塁などが検出されている。大砲設置平坦面は、西へゆるやかに傾斜しており、元の地形が残っている。その西側では焼跡のある土塁が検出されており、その幅は底部で3メートルほど、高さは30センチ弱である。土塁上には敷石と板塀の跡がある。傾斜のある地面をそのまま利用していること、土塁が低く、その上に板塀を立てて高さを補っていることなど、高台場全体が急ごしらえであることがうかがえる。
イギリス軍の図面によると、高台場は東寄りに4門の大砲を設置していた。砲台の規模は幅約50メートル、奥行約30メートルである。大砲設置面と、その前方の土塁はよく残っているが、背後の平坦面は建物建設によって原形が損なわれている。

### 遺物
高台場では砲台関係の出土品はみられなかったが、低台場では銃弾3点、砲丸1点が出土している。銃弾のうち1点は球形のゲベール弾で、主に長州藩が使用していたもの。残り2点は椎の実形のミニエー弾で、主に連合艦隊が使用していた。2種類のうち、ゲベール弾のほうが旧式で、ミニエー弾にくらべて命中率や飛距離に難があった。砲丸は径20センチ、重量21キログラム強の球形で、連合艦隊が使用していたものである。
下関戦争時に長州藩が装備していた大砲は、四国連合艦隊により、戦利品として持ち去られた。イギリス側の記録によれば持ち去られた大砲は62門で、その一部が関係4か国の博物館等に現存する。長州藩の大砲を保管している博物館としては、ロンドンの王立砲兵博物館、パリのアンヴァリッドにあるフランス軍事博物館、アムステルダム国立美術館、ワシントンD.C.の海兵隊博物館がある。フランス軍事博物館所蔵の2門のうちの1門は下関市立長府博物館に貸与されている。